# Amphithéâtre (éducation)
Pour les articles homonymes, voir Amphithéâtre (homonymie).
Un amphithéâtre ou auditoire en Belgique et en Suisse, est une grande salle, voire un édifice entier conçu pour la contenir, destinée à la pratique de l'enseignement, traditionnellement aménagée en forme d'hémicycle, se trouvant généralement dans les lycées, les universités et les institutions de vulgarisation et de recherche. Dans une configuration courante, les rangées de sièges et de tables sur lesquels les étudiants s'installent sont disposés en gradins.
Contrairement à une salle de classe traditionnelle d'une capacité de 10 à 40 élèves, un amphithéâtre peut accueillir plusieurs centaines d'étudiants.

Les amphithéâtres modernes bénéficient souvent d'un équipement audiovisuel, comme des microphones pour aider l'enseignant à s'exprimer, des rétroprojecteurs et des vidéoprojecteurs.

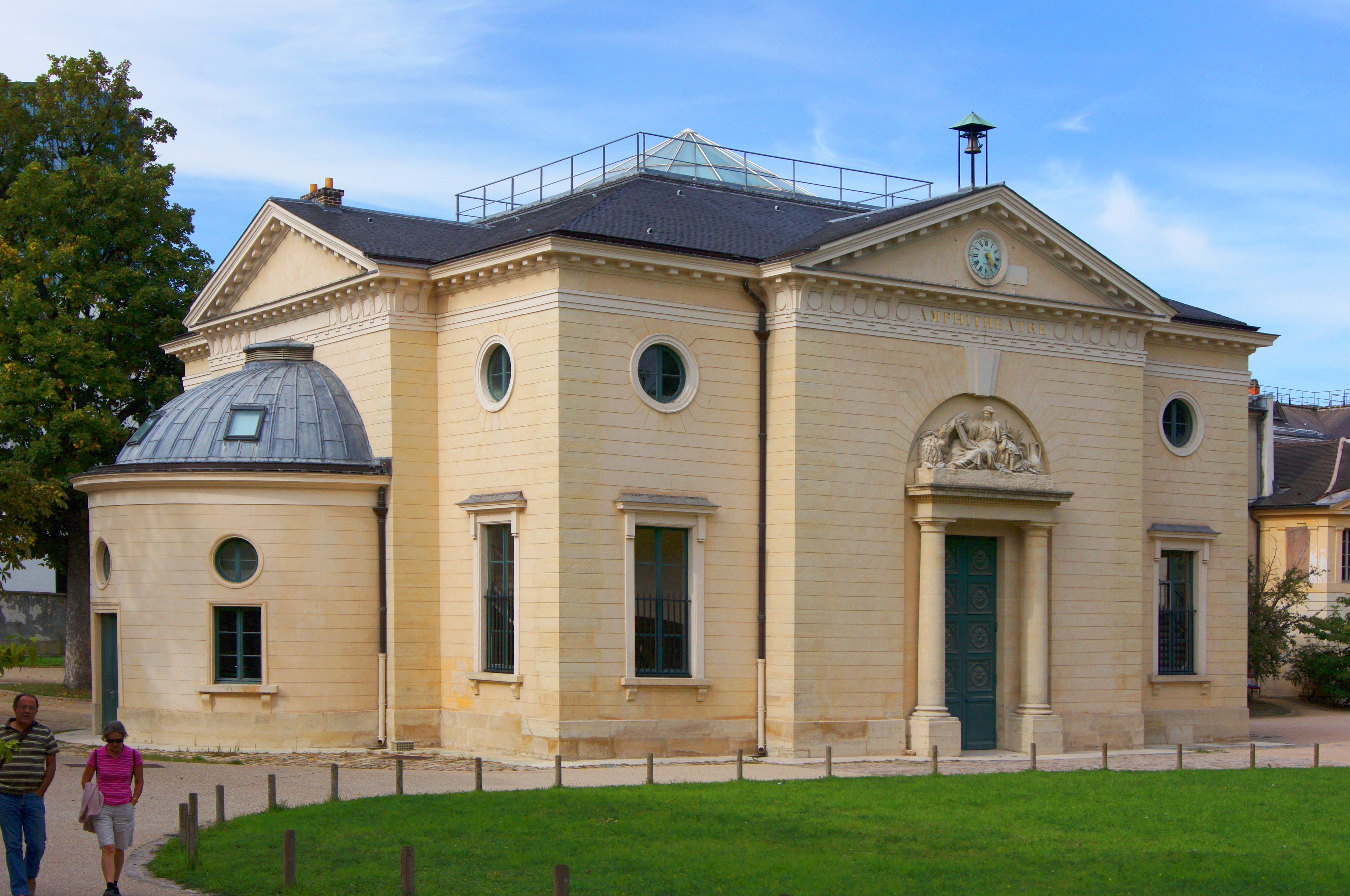
L'amphithéâtre Verniquet, au Jardin des plantes, à Paris. Des cours et des conférences y sont donnés par le MNHN.
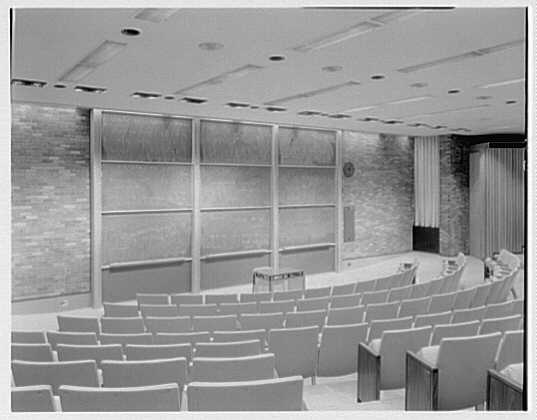
Amphithéâtre de l'Université de New York en 1966.
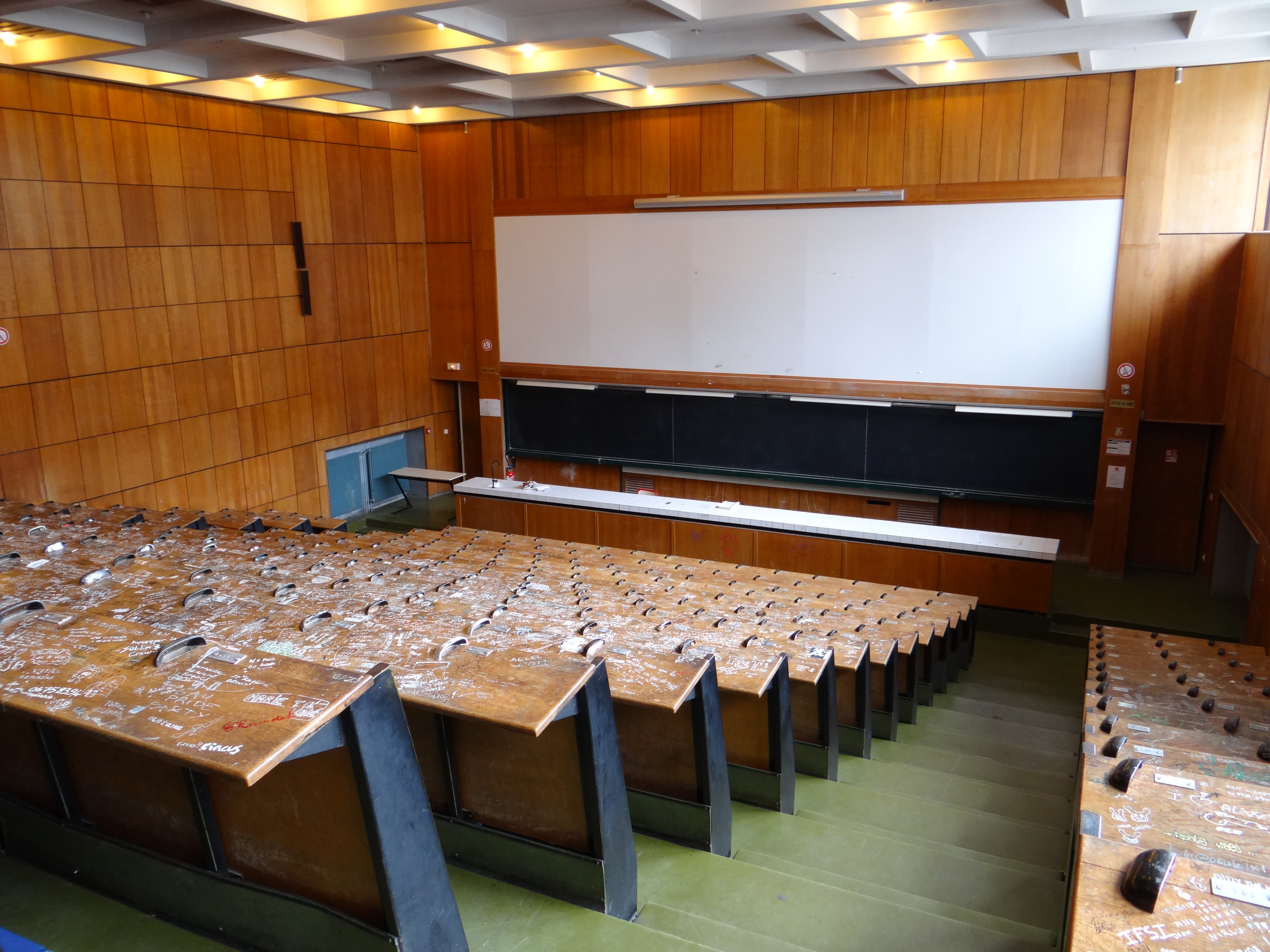
Amphi D de la faculté des sciences de l'Université de Nantes en 2014.
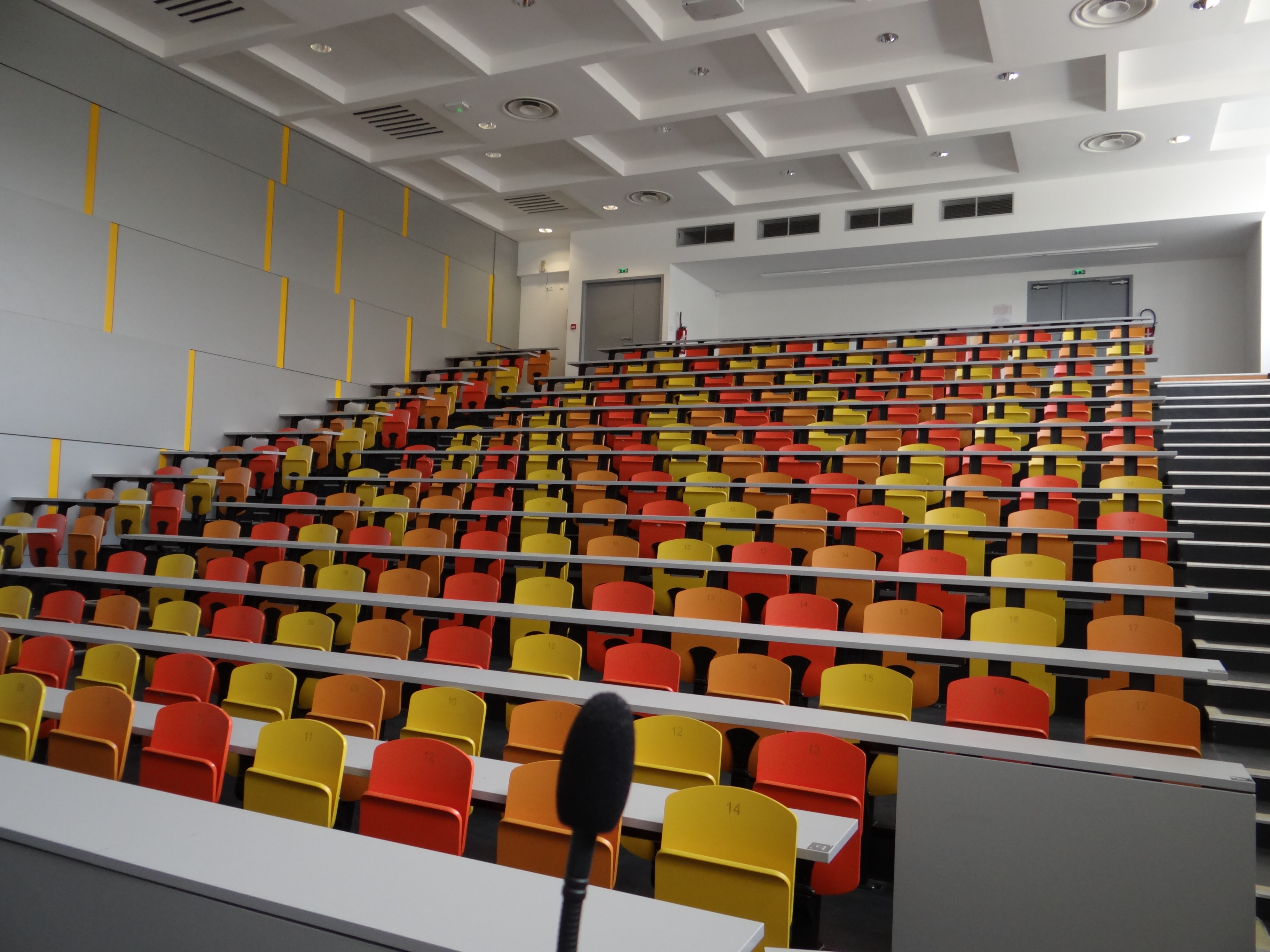
Amphi B de la faculté des sciences de l'Université de Nantes en 2014.
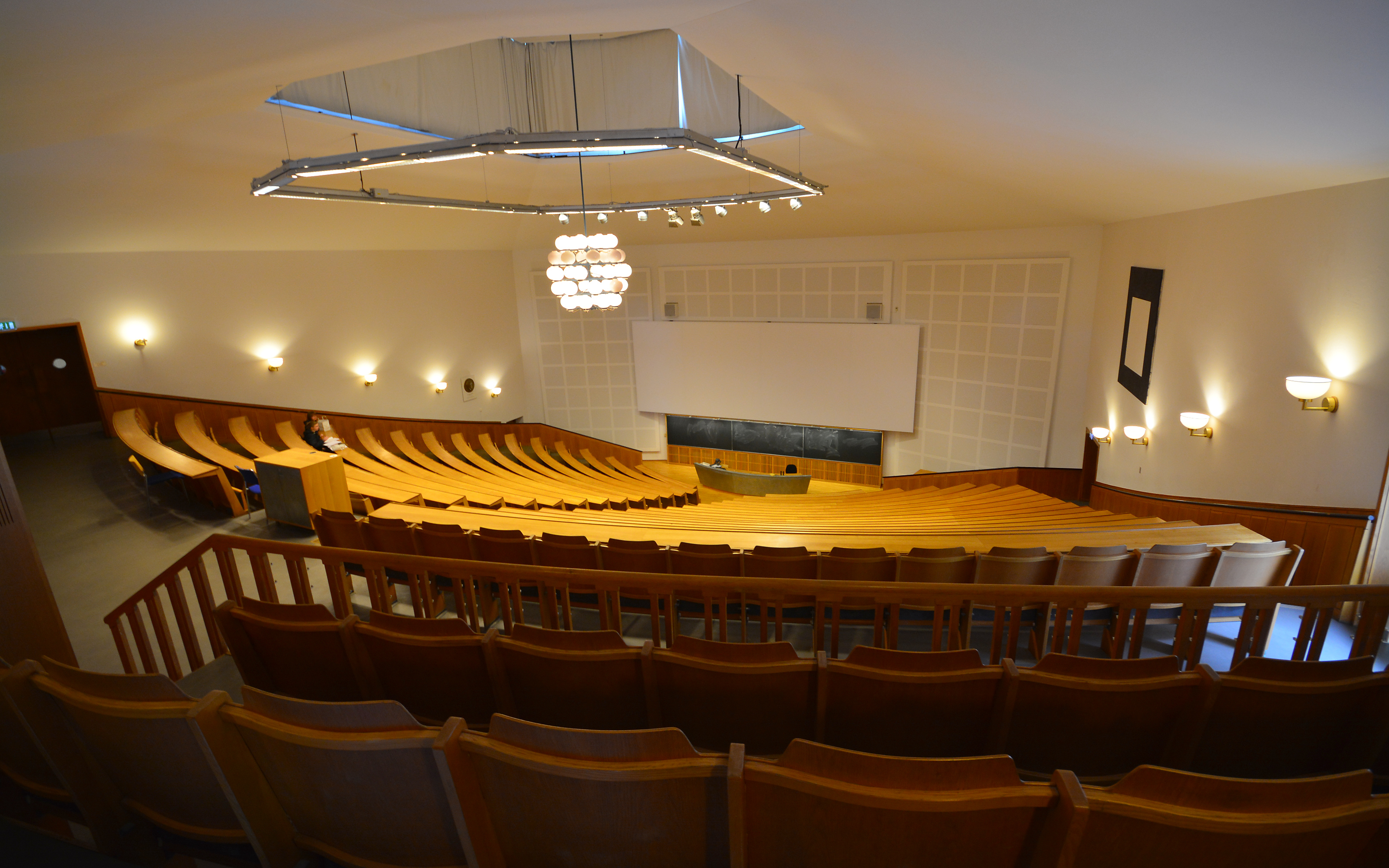
Amphithéâtre F1 de l'Institut royal de technologie de Stockholm.